# 美國墨西哥灣沿岸地區

以紅色標記的州就是環繞墨西哥灣的州

美國墨西哥灣沿岸地區（英語：Gulf Coast）是由臨近墨西哥湾的美國的五個州所組成的，其中包括德克薩斯州、路易斯安那州、密西西比州、阿拉巴馬州以及佛羅里達州。因為其經濟活動的繁榮以及人口的聚集，墨西哥灣沿岸地區有時候也被稱為美國的第三岸。（其餘兩岸是東岸和西岸）

## 地理與氣候

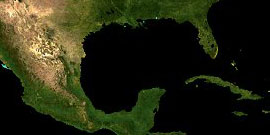
墨西哥灣的衛星照片。

墨西哥灣地區是屬於多河流的沖積平地，其中最大的一條河流為密西西比河在紐奧良入海。沿岸地區都是非常平坦的低地，其大部分的土地都是沼澤地，墨西哥灣岸西部的地方有著許多與海岸平行的沙洲離島或是半島，其中包括210公里長的帕德雷島及加爾維斯頓島。這些沙洲離島以及半島在暴風或颶風來襲時可以保護本土的建設減少天災來襲的損失。自德州東部到路易西安納州的沿岸主要都是沼澤地。
墨西哥灣沿岸的氣候主要是由墨西哥灣所主宰，因為墨西哥灣是此區域內最大的水體，所以也對此區域的氣候產生最大的影響。此區域四季溫度因為受到墨西哥灣暖流的調節，所以冬季時也並不會像北部一樣的下雪或刮暴風雪，而夏季時溫暖潮濕，年平均降雨量在1500公厘以上。因為此區域位於亞熱帶的墨西哥灣旁，沿岸地區在夏季時經常受到颶風來襲，在2005年夏季時更是連續遭遇幾個強烈颶風的侵扰，對當地社會造成非常大的影響。除了颶風之外，水災以及嚴重的雷陣雨也常在此區域出現，龍捲風並不常在沿岸地區發生，但也不是絕無可能，不過在較內陸一點的地方就較常出現。此區域內並沒有大斷層或是火山的存在，因此地震在此區域幾乎從來沒有發生過。

## 經濟活動
墨西哥灣沿岸地區是美國的一個主要經濟地區，亦是美國大都市圈之一。德州與路易西安納州沿海的沼澤地為當地的海岸生物提供了豐富的生長所需养分，所以當地有著非常發達的近海捕魚及捕蝦業。位於紐奧良的南路易斯安那港以及德州加爾維斯頓附近的休斯敦港都是排在全世界貨物吞吐量前十名之內的繁忙國際商港。在墨西哥灣沿岸附近發現的油氣田以及方便的航運路線对墨西哥灣沿岸地區能够发展成為美國石化業的重鎮起到了非常重要的作用。

## 人口

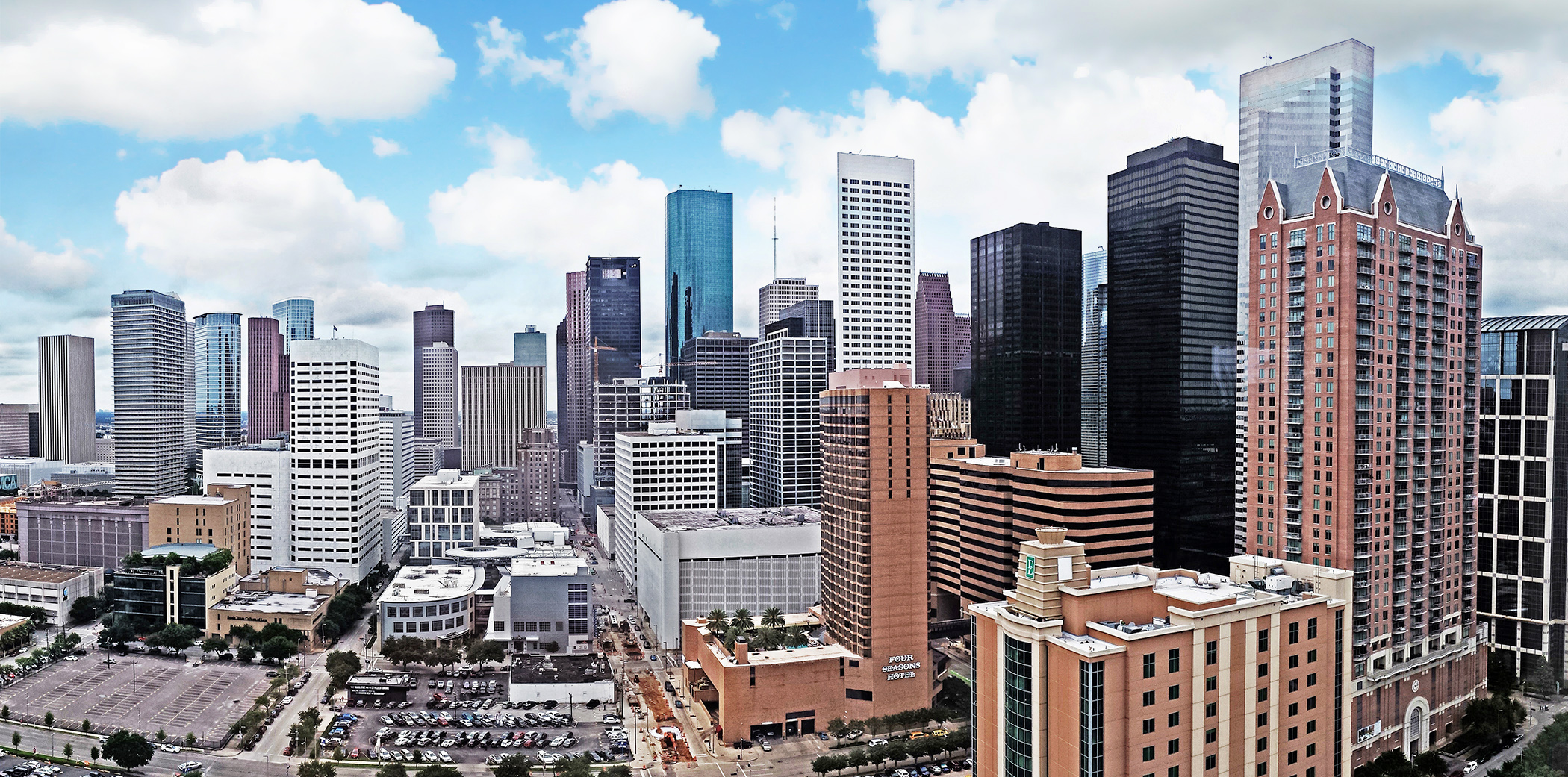
休士頓市中心。

由於商業的繁盛以及溫暖的氣候，墨西哥灣沿岸地區一直是人口密集的地方，緊追在東西兩岸之後。
以下是墨西哥灣沿岸的美國十大都會區列表：
| 排名 | 都會區                   | 人口      | 州           |
| ---- | ------------------------ | --------- | ------------ |
| 1    | 休斯頓–舒格兰–貝敦       | 5,180,443 | 德克薩斯州   |
| 2    | 坦帕–聖彼德斯堡–清水市   | 2,587,967 | 佛羅里達州   |
| 3    | 紐奧良–麥特–肯納         | 1,319,589 | 路易西安納州 |
| 4    | 萨拉索塔–布雷登顿–威尼斯 | 651,862   | 佛羅里達州   |
| 5    | 珊瑚角–麦尔兹堡          | 514,295   | 佛羅里達州   |
| 6    | 彭萨科拉–斐瑞派斯–布蘭特 | 437,135   | 佛羅里達州   |
| 7    | 科珀斯克里斯蒂           | 409,741   | 德克薩斯州   |
| 8    | 莫比尔                   | 400,526   | 阿拉巴馬州   |
| 9    | 博蒙特–阿瑟港            | 383,443   | 德克薩斯州   |
| 10   | 塔拉哈西                 | 331,655   | 佛羅里達州   |

## 另見
- 美國地理
- 北美九國